# Зансе-Сханс

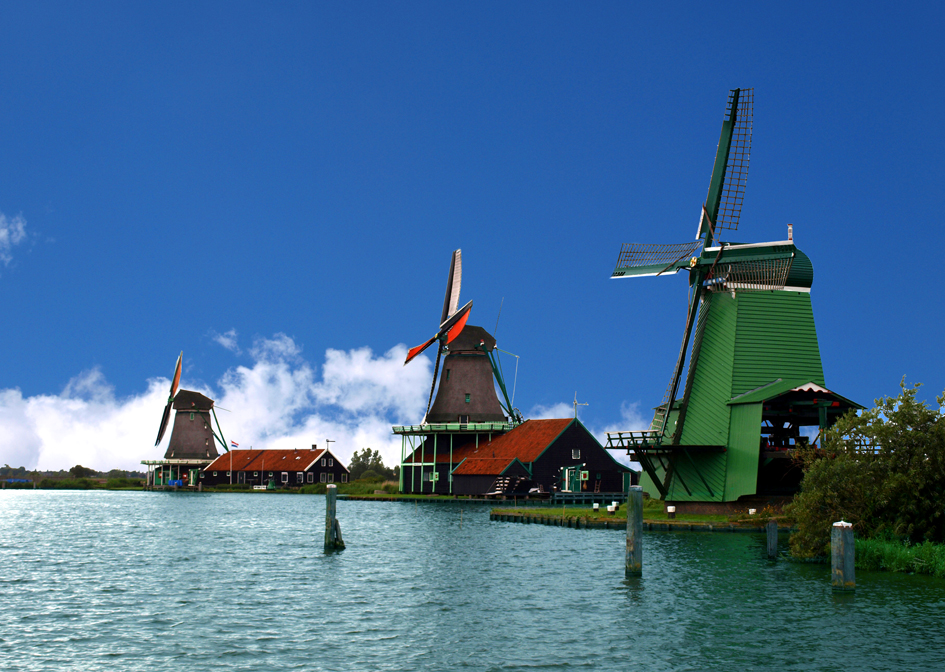
Вітряки Gekroonde Poelenburg, Kat і Zoeker

Відреставровані будинки. Ліворуч найстаріший супермаркет Альберт Гейн

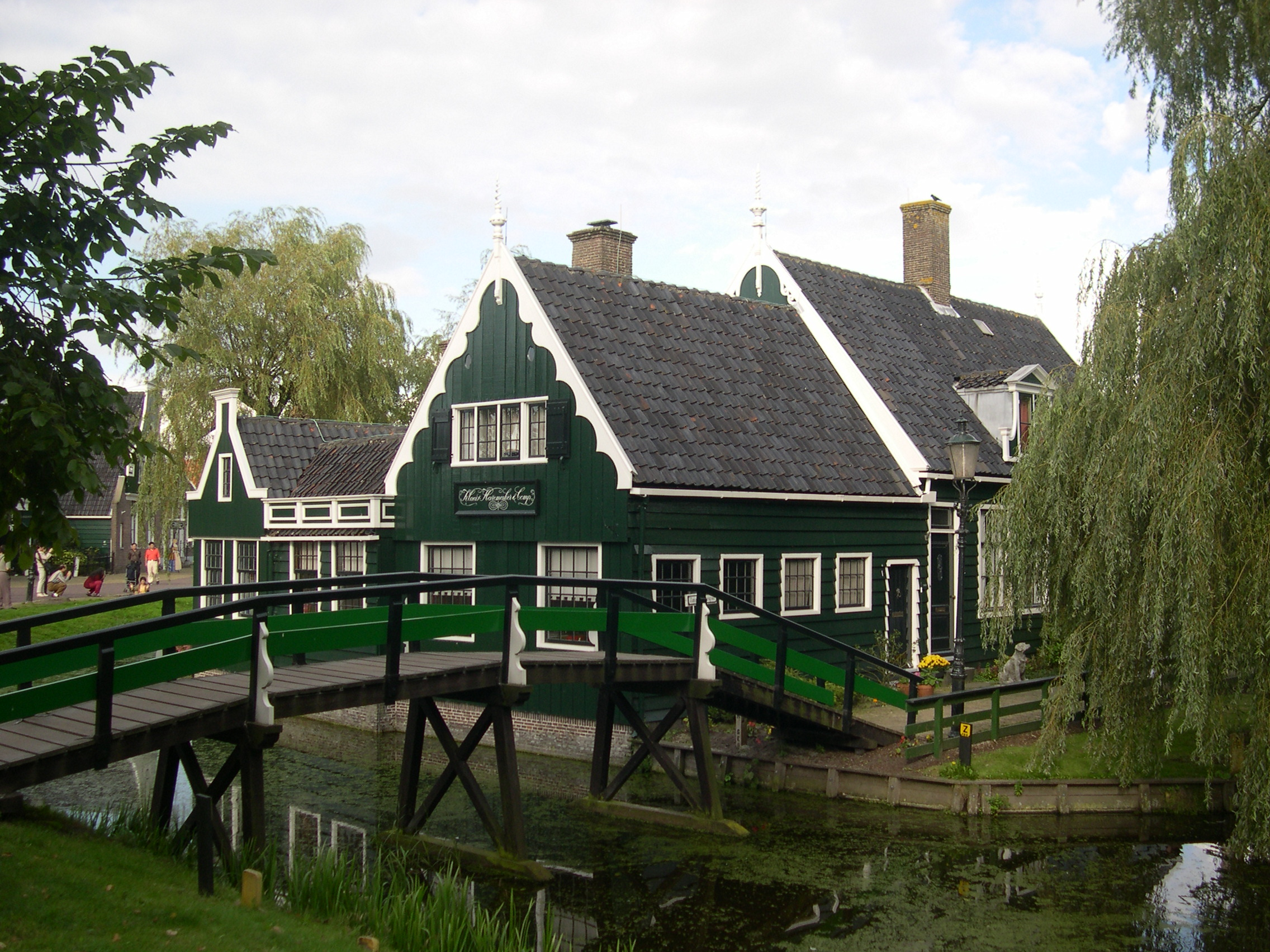
Типові будинки, пофарбовані у зелений колір

За́нсе-Сханс, або За́ансе-Сханс (нід. Zaanse Schans) — невелике село, музей просто неба. Розташоване уздовж річки Заан, неподалік міста Зандам у муніципалітеті Занстад у Північній Голландії (Нідерланди).

## Назва
Назва походить від річки Зан (нід. Zaan) та окопів (нід. schans), виритих у 1574 р. під час Вісімдесятилітньої війни з наказу Дідеріка Соноя, який служив у Вільгельма Оранського.

## Музей просто неба
На території села розташовані зразки голландського дерев'яного зодчества XVII–XVIII ст., добре збережені історичні вітряки й будинки, більшість з яких перенесено сюди з усієї округи в 1970-х рр.
У деяких будинках працюють музеї, крамниці, проте більшість з них заселені. У музеї можна відвідати майстерню з виготовлення традиційного голландського взуття (кломпи), старовинну сироварню і вітряки, що донині діють.

## Список вітряків
- Het Jonge Schaap («Молода вівця») — лісопильня
- De Zoeker («Шукач») — олійня
- De Kat («Кіт») — фарбувальня
- De Gekroonde Poelenburg («Коронований Пуленбург») — лісопильня (типу пальтрак)
- De Huisman («Слуга») — гірчичний млин
- De Os («Бик») — олійня
- Het Klaverblad («Конюшиновий лист») — лісопильня
- De Bonte Hen («Ряба курка») — олійня